# Xian de Jing (Hebei)
Pour les articles homonymes, voir Jing.
Le xian de Jing (景县 ; pinyin : Jǐng Xiàn) est un district administratif de la province du Hebei en Chine. Il est placé sous la juridiction de la ville-préfecture de Hengshui.

## Démographie
La population du district était de 485 168 habitants en 1999.